# Televizija Slavonije i Baranje
Televizija Slavonije i Baranje ili Slavonska televizija počela je s emitiranjem 7. listopada 1992. godine. Slavonska televizija je tada bio treća lokalna televizija u Hrvatskoj. Već u prvoj godini proizvodilo se 20 sati vlastitog programa tjedno, a reemitiran je i inozemni satelitski program. 
Polovicom svog desetogodišnjega staža Slavonska televizija se prilagodila tada novom Zakonu o telekomunikacijama te je osnovana Televizija Slavonije i Baranje d.o.o. koja je dobila koncesiju za emitiranje za sedam idućih godina.
Stoga je tadašnje vodstvo Slavonske televizije odlučilo zajedno s još nekolicinom hrvatskih lokalnih televizija stvoriti nešto novo u hrvatskom medijskom prostoru. Rođen je projekt razmjene programa nazvan “Mreža”. Na taj je način Slavonska televizija dobila priliku neke svoje emisije prikazati gledateljima diljem Hrvatske. 
Nedugo zatim uslijedilo je osnivanje CCN-a (Croatian Cable Network), projekta umreženih lokalnih televizijska postaja na nacionalnoj osnovi. Članovi CCN-a osim STV-a su: OTV-Zagreb, ATV-Split, VTV televizija, RI-TV Rijeka, TV NOVA-Pula i TV Čakovec. STV u njemu značajno sudjeluje svojim prilozima u «Vijestima dana» CCN-a. Tu je i glazbeno-zabavna emisija “Vodotop”.
U listopadu 2002. godine Televizija Slavonije i Baranje krenula je s novom programskom shemom, a svoj program emitirala s tri odašiljača ukupne snage 2085 W koji je svojim signalima pokrivaju cijelu županiju:
- Odašiljač Osijek - 39 kanal UHF-a; snaga 133 W; položaj: Osijek, Trg Slobode 8;
- Odašiljač Mandićevac - 67 kanal UHF-a; snaga 786 W; položaj: Vinarija Mandićevac (kraj Đakova);
- Odašiljač Lončarski vis - 26 kanal UHF-a; snaga 560 W; položaj: Lončarski Vis (kraj Našica).

U listopadu 2007. godine STV je obilježila 15 godina postojanja i uspješnoga djelovanja.
Tim povodom predstavljene su nove web stranice, kao i live streaming programa Televizije Slavonije i Baranje, od 0-24 sata, na internetu.

## Pokrivenost signalom
Pokrivenost signala danas u digitaloj tehnici s odašiljača Belje na  Banskom brdu i Borinci unutar multipleksa M2 na 44. kanalu UHF-a, Televizija Slavonije i Baranje se može pratiti na cijelom području digitalne regije D1 koji obuhvaća dio Osječko-baranjske županije, Vukovarsko-srijemske i dio Brodsko-posavske županije.

## Vanjske poveznice
- Službena stranica